# Valea Îndărăt, Argeș
Valea Îndărăt este un sat în comuna Poienarii de Muscel din județul Argeș, Muntenia, România.